# Hell's Kitchen (programma televisivo statunitense)
(Frase ricorrente degli aspiranti chef nei confronti di Gordon Ramsay)
Hell's Kitchen, indicato anche come Hell's Kitchen - Il diavolo in cucina in Italia, è un reality show statunitense che consiste in sfide di cucina condotto dallo chef Gordon Ramsay. È basato sull'omonima versione originale del programma prodotto nel Regno Unito nel 2003, che ha avuto Ramsay come chef nella prima stagione. Iniziato nel 2005, il programma è trasmesso in patria su Fox, ed è arrivato alla ventiduesima stagione, con rinnovo per altre due stagioni.
Nella diciassettesima stagione, il programma viene rinominato come Hell's Kitchen All Stars, in cui vengono messi in gara alcuni concorrenti delle ultime 16 stagioni. Nella diciottesima stagione, viene rinominato “Hell’s Kitchen - Matricole contro Veterani" che vede una squadra formata da nuovi concorrenti contro una formata da ex-concorrenti da precedenti stagioni dello show. Nella diciannovesima stagione, la gara si tiene a Las Vegas. Il vincitore creerà un ristorante stavolta a Lake Tahoe. La ventesima stagione, che si è svolta dopo la pandemia a causa del COVID-19, è stata rinominata "Youngs Guns", dove i concorrenti erano tutti giovani chef sotto i 23 anni. Anche in questa stagione le squadre erano uomini contro donne.
Per quanto riguarda la ventunesima stagione, rinominata "Battles Of The Ages", vedeva coinvolti partecipanti Under 30 e Over 40. Inizialmente le due squadre erano formate appunto dagli chef in base all'età, ma nel corso della stagione, Gordon Ramsay ha deciso di tornare al vecchio stile e cioè il classico Uomini contro Donne. La ventiduesima stagione vede confrontarsi chef che hanno ricevuto la cittadinanza americana e che inseguono il "sogno americano", infatti tale stagione ha per titolo "The American Dream" e per tutti gli episodi, le sfide sono incentrate su questo tema. La ventitreesima stagione è una vera novità, in quanto, per la prima volta, la competizione si è svolta presso il Foxwoods Resort Casino sito in Connecticut a Ledyard sulla costa est degli USA e vede come partecipanti Executive Chef di ristoranti già avviati, quindi con una qualità molto più alta rispetto alle passate stagione; il titolo in lingua originale è "Head Chefs Only"
In Italia è in onda su Sky Vivo dagli inizi del 2006 fino alla chiusura del canale; dal 2009 è trasmessa in prima visione da Sky Uno. Successivamente, il programma è stato replicato anche in chiaro, sulla rete televisiva Cielo, che dall'autunno del 2010 ha trasmesso in successione le prime otto stagioni, mentre ha trasmesso la nona e la decima insieme a un altro programma dello chef scozzese, MasterChef. Dal 2015 è replicato su TV8.
Sempre la stessa Sky ha prodotto un'omonima versione del format in Italia.
La sigla del programma è Fire degli Ohio Players, che, come succede anche per Hotel da incubo, fuori dagli Stati Uniti viene usata nella sola versione strumentale.

## Format
Due squadre di chef professionisti, equamente divisi tra uomini e donne, si sfidano con prove di cucina e di servizio al tavolo presso il ristorante Hell's Kitchen, supervisionati e giudicati dallo chef Gordon Ramsay. Dai 12 concorrenti della prima edizione, si è arrivati a 18 nella decima e fino a 20 nella dodicesima stagione. Al termine di ogni edizione, il vincitore ottiene un posto da executive chef di un lussuoso ristorante.
Una delle caratteristiche fondamentali del programma è la pressione psicologica a cui chef Ramsay sottopone i concorrenti; egli infatti non esita a rivolgersi a loro utilizzando insulti ed epiteti particolarmente offensivi, per criticarli, rimproverarli o per spronarli a lavorare in maniera più efficiente o cacciarli fuori dalla cucina.
Ogni stagione si apre con i concorrenti, sempre divisi tra uomini e donne che presentano a chef Ramsay un piatto a scelta, nel tentativo di mettere in mostra le loro doti. A partire dall'episodio successivo, nella prima parte di ogni puntata avviene una sfida di abilità tra le due squadre (quando i concorrenti rimangono in sei, tali sfide diventano individuali). Chi vince queste sfide viene premiato con un'attività particolarmente divertente o rilassante. I perdenti, invece, rimangono ad Hell's Kitchen a scontare una punizione, consistente in lavori molto faticosi e, in alcuni casi, umilianti. Il risultato di tali prove, tuttavia, non ha alcuna influenza su quello che sarà il giudizio finale della puntata.
Nella seconda parte della puntata, i concorrenti devono cucinare i piatti per i clienti del ristorante e Ramsay con i suoi chef controlla la loro qualità. In base al lavoro svolto, Gordon Ramsay decide quali delle due squadre è stata la peggiore o le due squadre saranno perdenti. Tra i suoi componenti, viene scelto il cuoco che, secondo Ramsay, si è distinto in maniera positiva rispetto agli altri; a lui spetterà il compito di nominare due compagni di squadra, tra i quali Gordon Ramsay sceglierà chi sarà eliminato dal gioco. Tuttavia, può anche capitare che Ramsay decida di non tener conto di queste nomination al momento dell'eliminazione; nel corso delle edizioni, è accaduto che lo chef abbia eliminato concorrenti che non sono stati nominati (anche se appartenevano alla squadra vincitrice), in virtù del loro scarso rendimento o di comportamenti poco corretti. Allo stesso modo, alcuni concorrenti sono stati eliminati direttamente durante il servizio serale, mentre altre volte non vi è stata alcuna eliminazione.
Infatti, una differenza di Hell's Kitchen rispetto alla maggior parte dei reality show consiste nel fatto che i concorrenti non vengono giudicati da un pubblico, un televoto, una giuria o altre forme di punteggio: qualsiasi decisione riguardo alla loro prosecuzione nella gara spetta al solo Ramsay.
Lo chef Ramsay dirige la cucina con l'aiuto di alcuni sous-chef, i quali coordinano il lavoro delle due squadre di apprendisti. Solitamente, nell'ultimo servizio di ogni stagione, i sous-chef hanno il compito di aiutare il finalista che l'ha reclutato nella propria squadra a vincere.

## Trasmissioni internazionali e censure
Il programma è trasmesso in 26 nazioni. A causa del linguaggio volgare usato da Gordon Ramsay, negli Stati Uniti, Nuova Zelanda, Canada e Svezia la trasmissione va in onda con le parolacce censurate da dei segnali acustici, oppure, come nel caso degli Stati Uniti, che nel montaggio oltre alla parolaccia che veniva censurata da un segnale acustico il labiale veniva coperto da dei pixel. Tuttavia, in alcuni di questi paesi, la trasmissione viene riproposta priva delle censure durante l'orario notturno.
In Italia, le prime sei stagioni e l'ottava stagione sono state trasmesse senza censura, nella settima c'è solamente una censura: ovvero che nell'episodio 2 Gordon Ramsay bestemmia in italiano (infatti si era rivolto a un concorrente di origini italiane) e quindi in Italia è stata censurata con "per la miseria, è idiota quello!" A partire dalla nona però ci sono altre censure.
Hell's Kitchen va in onda privo di censure nei seguenti paesi: Italia, Portogallo, Belgio, Paesi Bassi, Australia, Ungheria, Danimarca, Norvegia, Svezia, Finlandia, Corea, Irlanda, Regno Unito, Slovenia, Israele, Messico, Brasile e Giappone.
In Italia e Ungheria il programma viene doppiato nella loro rispettiva lingua, lasciando in sottofondo l'audio originale del programma. Sia sulla rete satellitare Sky Uno che sulla rete terrestre Cielo è possibile seguire il programma escludendo il doppiaggio, grazie alla funzione audio del telecomando (anche se nel passaggio in chiaro questo non è stato segnalato nei bumper). Per la quasi totale assenza di censure nei contenuti forti, la messa in onda su Cielo è contraddistinta da un bollino giallo.

### Doppiaggio italiano
Nella 1ª stagione, la direzione del doppiaggio è stata affidata da Vision s.r.l. ad Alberto Olivero e Jessica Loddo.
Dalla 2ª alla 5ª stagione, la direzione del doppiaggio è stata affidata a Alberto Olivero da Vision s.r.l.
A partire dalla 6ª stagione, il doppiaggio è stato affidato alla ADC Group S.r.l con direttore di doppiaggio Natale Ciravolo.
Nelle prime quattro stagioni Gordon Ramsay è doppiato in italiano dall'attore Francesco Caruso Cardelli, nelle successive da Gianluca Iacono.
Nell'edizione italiana, fino alla quinta stagione, il maître Jean-Philippe Susilovic è stato doppiato da Alberto Olivero, utilizzando un accento fortemente effeminato, connotazione scomparsa a partire dalla sesta stagione, con il cambio di doppiatore (diventato ora Claudio Ridolfo).
Inoltre, il narratore delle prime dieci stagioni è stato Dario Oppido, che poi ha ricoperto tale ruolo nella versione italiana.

## Vincitori e premi
- Stagione 1: Michael Wray - "Tatou", Los Angeles [3]
- Stagione 2: Heather West - "Terra Rossa" Red Rock Resort Spa & Casino, Las Vegas
- Stagione 3: Rahman "Rock" Harper - "Terra Verde" nel Green Valley Ranch Resort, Henderson
- Stagione 4: Christina Machamer - "London - West Hollywood", West Hollywood
- Stagione 5: Danny Veltri - "Fornelletto" nel Borgata Hotel Casino & Spa, Atlantic City
- Stagione 6: Dave Levey - "Araxi Restaurant and Bar", Whistler, Canada
- Stagione 7: Holli Ugalde - "The Savoy Grill" nell'Hotel Savoy, Londra, Regno Unito [4]
- Stagione 8: Nona Sivley - "L.A. Market" nel JW Marriott Hotel, Los Angeles [5]
- Stagione 9: Paul Niedermann - "BLT Steak", New York
- Stagione 10: Christina Wilson - "Gordon Ramsay Steak" nel Paris Las Vegas, Las Vegas
- Stagione 11: Ja'Nel Witt - "Gordon Ramsay Pub & Grill" nel Caesars Palace, Las Vegas
- Stagione 12: Scott Commings - "London West Hollywood", Las Vegas
- Stagione 13: LaTasha McCutchen - "Gordon Ramsay Pub & Grill", Caesars Atlantic City
- Stagione 14: Meghan Gill - "Gordon Ramsay Pub & Grill", Caesars Atlantic City
- Stagione 15: Ariel Malone - BLT Steak at Bally's, Las Vegas
- Stagione 16: Kimberly-Ann "Ryan" Ryan - Yardbird Southern Table & Bar at The Venetian, Las Vegas
- Stagione 17: Michelle Tribble - Hell's Kitchen Restaurant at Caesars Palace, Las Vegas
- Stagione 18: Ariel Contreras-Fox - Hell's Kitchen Restaurant at Caesars Palace, Las Vegas
- Stagione 19: Kori Sutton - Hell's Kitchen Restaurant, Lake Tehoe
- Stagione 20: Trenton Garvey - Gordon Ramsay Steak in the Paris Las Vegas
- Stagione 21: Alex Belew - Hell's Kitchen Restaurant at Caesars Atlantic City
- Stagione 22: Ryan O'Sullivan - Hell's Kitchen Restaurant at Caesars Palace
- Stagione 23: Kyle Timpson - Hell's Kitchen Restaurant at Foxwoods Resort Casino

## Hell's Kitchen Italia
Il 17 aprile 2014 su Sky Uno va in onda la prima edizione di Hell's Kitchen Italia con Carlo Cracco.

## Winning States
| Stato        | Titolo | Vittoria / Stagioni anni                 |
| Florida      | 4      | Primavera 2009, 2011, Autunno 2014, 2024 |
| Missouri     | 2      | 2008, Estate 2021                        |
| California   | 2      | Estate 2010, Primavera 2021              |
| New York     | 2      | 2006, 2019                               |
| Texas        | 2      | 2013, 2018                               |
| New Jersey   | 2      | Autunno 2009, 2016                       |
| Virginia     | 2      | 2007, 2015                               |
| Tennessee    | 1      | 2023                                     |
| Michigan     | 1      | 2017                                     |
| Illinois     | 1      | Estate 2014                              |
| Pennsylvania | 1      | 2012                                     |
| Georgia      | 1      | Autunno 2010                             |
| Colorado     | 1      | 2005                                     |